# Iron Crown Enterprises
Pour les articles homonymes, voir ICE.
Iron Crown Enterprises (ICE) est une entreprise américaine éditant des jeux de rôle et accessoirement quelques jeux de société. Elle fut fondée en 1980 par Peter Fenlon et ses associés : Coleman Charlton, Terry Amthor, Rick Britton, Bruce Shelley, Bruce Neidlinger, Kurt Fischer, Heike Kubasch, Olivia Johnston (la femme de Peter Fenlon)…
Sa gamme principale s'appelle Rolemaster et existe depuis plus de 20 ans. Autrefois, ICE éditait le Jeu de rôle des Terres du Milieu, qui a eu beaucoup de succès. Mais à la suite d'un différend avec Tolkien enterprises (société possédant les droits sur l'œuvre de Tolkien), ICE ne pouvait plus publier quoi que ce soit en rapport avec la Terre du Milieu. De ce fait, et aussi à cause d'autres problèmes financiers, la société a dû déposer le bilan en 2000, pour être finalement rachetée en 2001 par Aurigas Aldebaron LLC.
Maintenant, ICE exploite les gammes de jeux suivantes :
- Rolemaster : ensemble de règles de jeu très détaillées (mais optionnelles), pour des univers fantastiques essentiellement ;
- Spacemaster : équivalent de Rolemaster pour des mondes futuristes ;
- High Adventure Role Playing (HARP) : jeu de rôle fantastique, plus simple que Rolemaster, destiné à fournir une solution « prête à jouer » sans trop de travail préliminaire ;
- Silent death : une sorte de jeu de guerre intersidérale ;
- Shadow World : un univers fantastique servant de cadre pour des scénarios exploitant les règles de Rolemaster ;
- Gryphon World : un univers fantastique servant de cadre aux scénarios utilisant les règles de HARP.